# Ladurée

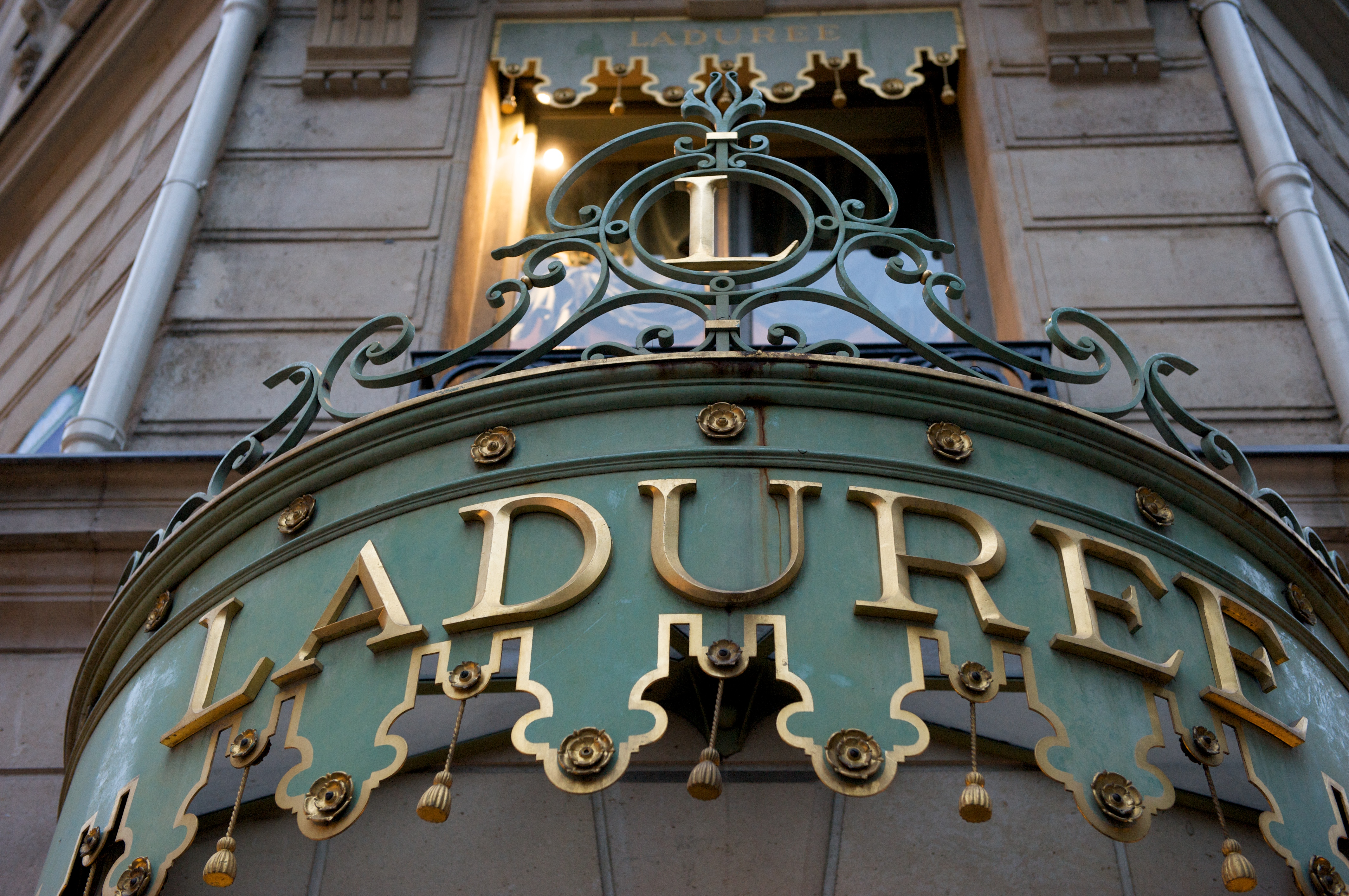
Insegna di Ladurée sugli Champs-Élysées (Parigi)

Ladurée (pronuncia francese: [la.dy.ʁe]) è un'impresa dolciara di lusso francese.
È una delle più grandi venditrici di macaron. La société Pâtisserie E. Ladurée è una società per azioni semplificata e ha sede a Marcq-en-Barœul. L'azienda ha negozi in tutto il mondo.